# 소 시게히사
소 시게히사(일본어: 宗 重尚, 생몰년 미상)는 가마쿠라 시대(鎌倉時代) 쓰시마국(対馬国)의 국주(国主)로 소씨(宗氏)의 초대 당주이다. 고레무네노 시게히사(惟宗重尚)라고도 한다.

## 개요
소씨 집안의 족보에는 소 씨의 조상인 소 도모무네(宗知宗)는 다이라노 도모모리(平知盛)의 아들로 단노우라 전투(壇の浦の戦い) 이후 고레무네씨(惟宗氏)가 거두어 길렀다 하여 간무헤이시(桓武平氏)를 칭하고 있지만, 시마즈씨(島津氏)와 마찬가지로 고레무네씨의 분파로 여겨진다. 아버지는 분명하지 않으나 도모무네 외에도 다자이후(太宰府)의 관인이었던 고레무네노 노부쿠니(惟宗信国)라는 설도 있다.
간겐(寛元) 3년(1245년)에 쓰시마의 아비루 지카모토(阿比留親元)가 일으킨 반란을 진압하기 위해 지쿠젠국(筑前国)에서 쓰시마로 들어왔다. 이듬해인 간겐 4년(1246년)에 아비루씨의 반란을 진압하고, 쓰시마의 국주가 되었다고 한다.
형제는 소씨 제2대 당주가 된 소 스케쿠니(宗助国)가 있고, 아들은 소 모리나리(宗盛就)가 있었다고 하나, 최근의 연구에서는 아버지 도모무네와 함께 그 존재가 의문시되고 있다.
쓰시마시 이즈하라정(厳原町) 우치야마(内山)의 기타케후루바 신사(木武古婆神社)에 시게히사의 무덤이 있다.